# De Dennenhof
Landhuis De Dennenhof aan de Rutgers van Rozenburglaan 1 is een rijksmonument in Baarn in de provincie Utrecht. Het huis staat in het Wilhelminapark dat onderdeel is van rijksbeschermd dorpsgezicht Prins Hendrikpark e.o..  
De Rutgers van Rozenburglaan heette voorheen de Julianalaan, op 14 december 1936 is de naam gewijzigd en naar de burgemeester vernoemd die van 1916 tot 1923 burgemeester was. Het landhuis is in 1909 ontworpen door J.W. Hanrath in opdracht van C. Hubers. Het jaartal staat groot op de muur aangegeven. Het landhuis is van de voor- en achterzijde symmetrisch opgebouwd. De plattegrond van de woning is typerend voor een landhuis; via de vestibule komt men in een hal met links de trap en rechts een zitruimte met een vaste bank. Vanuit de hal komt men (van links naar rechts) in de kamer van mijnheer, de woonkamer met erker en een zitgedeelte met een verlaagd plafond en open haard die via schuifdeuren verbonden is met de eetkamer met erker, de keuken met provisiekamer en bijkeuken. 
Het landhuis had blijkens de tekening vroeger een riante tuin. De tuin was een ontwerp van L.A. Springer. Achter het huis was een gedeelte in geometrische trant. De rest was in landschapsstijl aangelegd.